# Hurdal
Hurdal és un municipi situat al comtat d'Akershus, Noruega. Té 2.837 habitants (2016) i té una superfície de 285 km². El centre administratiu del municipi és el poble homònim.
Hurdal està situat a uns 70 quilòmetres al nord d'Oslo, al llarg del llac Hurdalsjøen. Fjellsjøkampen és el pujol més alt d'Akershus. A uns 5 km al nord del centre administratiu, Hurdal, hi ha el centre d'esquí de Hurdal.